# Big Foot (canção)
Big Foot é uma canção do supergrupo Chickenfoot, sendo o primeiro single do álbum “Chickenfoot III”.

## Histórico do Lançamento
No dia 24/07/2011, trechos do single foram apresentados pela primeira vez ao público em um episódio do desenho animado “Aqua Teen Hunger Force”.
No dia 01/08/2011, a canção foi lançada oficialmente, via i-Tunes.

## Videoclipe
O videoclipe desta música foi apresentado oficialmente, no site da banda, às 10h (horário de Brasília) do dia 30 de Agosto de 2011.
| Lançamento | Diretor                 |
| ---------- | ----------------------- |
| 30/08/2011 | Zan Passante & Jon Hill |

## Desempenho nas Paradas Musicais
| Ano  | Single     | Posições | Posições      | Álbum           |
| Ano  | Single     | US Main  | US Rock Songs | Álbum           |
| ---- | ---------- | -------- | ------------- | --------------- |
| 2011 | "Big Foot" | 32       | 40            | Chickenfoot III |

## Prêmios e Indicações
| Ano  | Prêmio                       | Indicação                        | Resultado | Ref.  |
| ---- | ---------------------------- | -------------------------------- | --------- | ----- |
| 2011 | Ultimate Classic Rock Awards | Song of the Year (Canção do Ano) | Venceu    | [ 5 ] |